# Egito nos Jogos Olímpicos de Verão de 2020

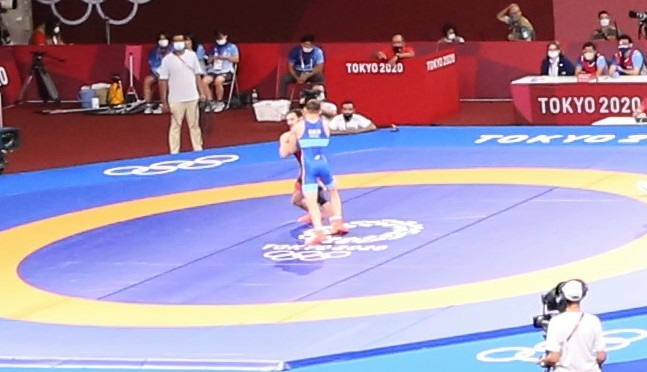
Imagem meramente ilustrativa: foto das últimas olimpíadas realizadas em Tokyo, Japão 2020.

O Egito foi representado nos Jogos Olímpicos de Verão de 2020 por um total de 133 desportistas, 85 homens e 48 mulheres, que competem em 24 desportos. O responsável pela equipa olímpica é o Comité Olímpico Egípcio, bem como as federações desportivas nacionais da cada desporto com participação.
Os portadores da bandeira na cerimónia de abertura foram o esgrimidor Alaaeldin Abouelkassem e a praticante de taekwondo Hedaya Malak.

## Medalhistas
| Medalha           | Nome         | Desporto  | Evento          |
| ----------------- | ------------ | --------- | --------------- |
| Medalha de bronze | Hedaya Malak | Taekwondo | Femenil 67 kg   |
| Medalha de bronze | Seif Eissa   | Taekwondo | Masculino 80 kg |